# World Council for Renewable Energy
De World Council for Renewable Energy of WCRE is een internationale organisatie die herbruikbare energie en beleid rond herbruikbare energie promoot en vertegenwoordigt op lokaal, nationaal en internationaal vlak.
Hermann Scheer was tot zijn overlijden in oktober 2010 voorzitter van de raad.